# Kostas Koufogiorgos

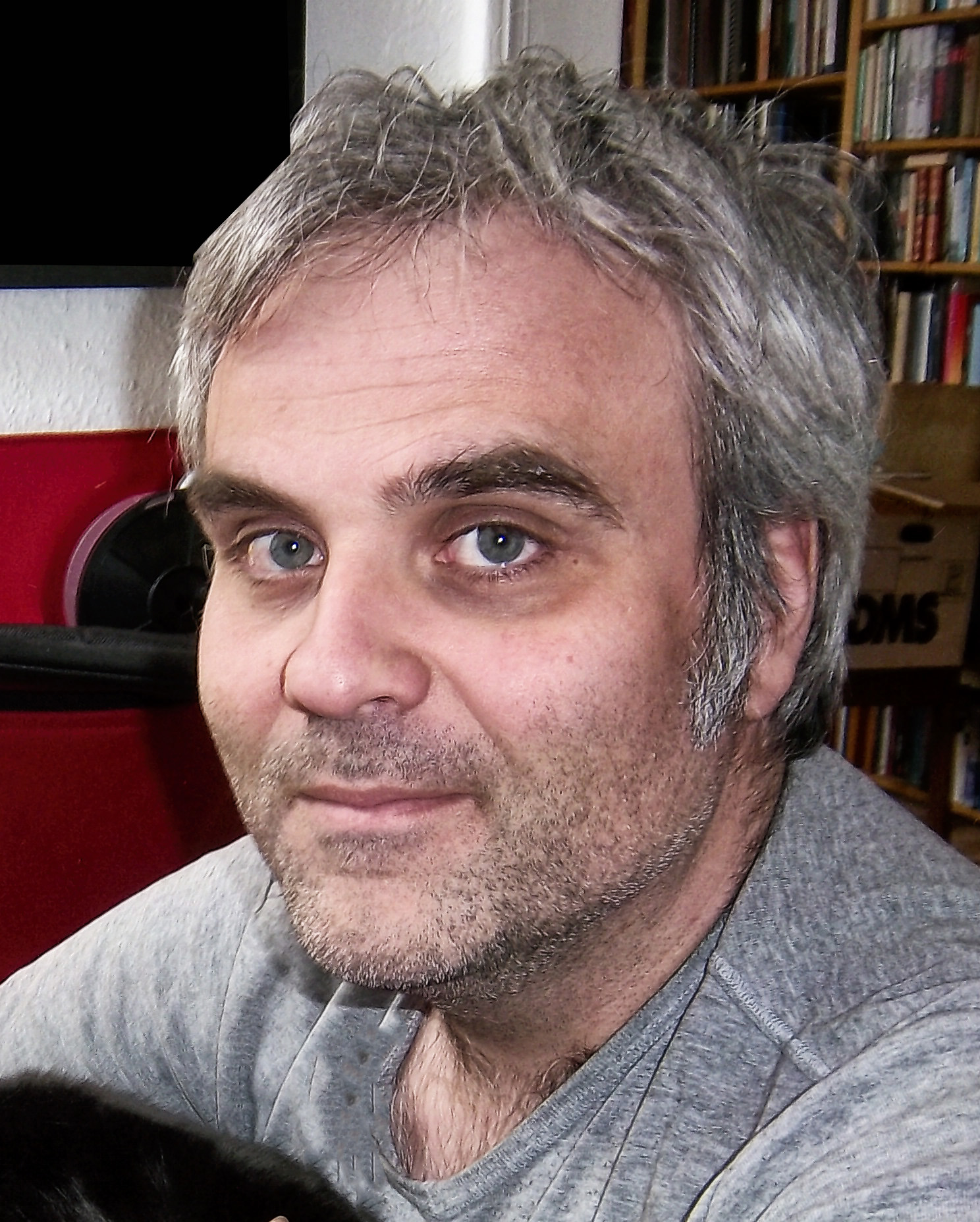
Kostas Koufogiorgos

Kostas Koufogiorgos (griechisch Κωνσταντίνος Κουφογιώργος Konstantinos Koufogiorgos; * 14. Februar 1972 in Arta, Griechenland) ist ein deutscher Karikaturist griechischer Abstammung.

## Leben
Er wuchs auf der Insel Lefkada sowie in Patras auf. Nach dem Abitur 1989 begann er 1990 an der Universität zu Athen das Studium der Wirtschaftswissenschaften, das er mit dem Diplom abschloss. Zeitgleich begann er als freier Karikaturist zu arbeiten. Seine ersten Karikaturen wurden 1989 in dem politischen Magazin ODIGITIS veröffentlicht.
Koufogiorgos hat für politische- und Wirtschaftszeitungen sowie für etwa 20 Magazine in Griechenland gearbeitet. Daneben hat er Bücher, Werbeanzeigen und Poster illustriert. Bis zu der Einstellung der Athener Tageszeitung Eleftherotypia Ende 2014 war er dort mit einer täglichen Karikatur vertreten.
Seit 2008 lebt und arbeitet Koufogiorgos in Deutschland und veröffentlicht seine Arbeiten in verschiedenen Tageszeitungen, darunter Stuttgarter Zeitung, Handelsblatt, Magdeburger Volksstimme, Weser Kurier, Fuldaer Zeitung, Neue Osnabrücker Zeitung, Ruhrnachrichten, Freie Presse, Die Rheinpfalz, Tageblatt (Luxemburg). Daneben arbeitet er für zahlreiche Schulbuchverlage und Online-Portale (web.de, GMX.de, MSN).
Koufogiorgos ist in Stuttgart aufgrund seines zeichnerischen Widerstands gegen das Bahnprojekt Stuttgart 21 bekannt. Seine Karikaturen sind in großer Zahl auf Plakaten, Informationsschriften, Flyern sowie auf Transparenten zahlreicher Gegner des Projekts zu finden.
Koufogiorgos lebt in Stuttgart-Bad Cannstatt.

## Bücher
- Frau Schächtele will oben bleiben. Ein Bilderbuch in Zusammenarbeit mit Monika Spang, Silberburg Verlag, Tübingen und Lahr/Schwarzwald 2011, ISBN 978-3-8425-1128-6
- Minima Politika. Politische Karikaturen mit Texten von Wolfgang Bittner, Horlemann Verlag, Unkel 2008, ISBN 978-3-89502-271-5
- Pano Kato. Elefsis, Tripolis 2004, ISBN 960-87755-4-X
- ΜΕΡΕΣ ΚΡΙΣHΣ. (Tage der Krise) Karikaturen des Jahres 2013 aus Eleftherotypia (mit Vaggelis Papavasiliou). Beilage von Kyriakatiki Eleftherotypia, 4. Januar 2013
- S 21 Karikaturen Karikaturen über das Bahnhofsprojekt Stuttgart 21. 104 Seiten. Erschienen 2016
- 2017 in bunten Bildern Die Karikaturen des Jahres 2017. Stuttgart 2017, ISBN 978-3-00-058384-1 Infos auf der Webseite koufogiorgos.de

## Ausstellungen

### Karikaturen
- Gruppenausstellung, Bamberg u. a.: seit 3. November 2006 (-2010): Wanderausstellung „Um Himmels Willen-Kirche in der Karikatur“
- Ausstellung/Lesung, Stuttgart, 14. November 2008 – 7. Januar 2009: „Minima Politika“; Politische Texte und Karikaturen. Mit Wolfgang Bittner
- Gruppenausstellung, Berlin u. a.: 22. Januar 2009 – 13. November 2009: Wanderausstellung „Rückblende“ – Politische Karikaturen des Jahres 2008
- Gruppenausstellung, Berlin u. a.: 28. Januar 2010 – 12. November 2010: Wanderausstellung „Rückblende“ – Politische Karikaturen des Jahres 2009
- Gruppenausstellung, Berlin u. a.: 21. Januar 2011 – 21. Oktober 2011: Wanderausstellung „Rückblende“ – Politische Karikaturen des Jahres 2010
- Gruppenausstellung, Berlin u. a.: 27. Januar 2012 – 26. Oktober 2012: Wanderausstellung „Rückblende“ – Politische Karikaturen des Jahres 2011
- Gruppenausstellung, Stuttgart u. a.: 31. März 2012 – 15. Mai 2012: Wanderausstellung „Mit spitzer Feder“ – Deutscher Preis für die politische Karikatur[2]
- Gruppenausstellung, Berlin u. a.: 30. Januar 2014 – 14. November 2014: Wanderausstellung „Rückblende“ – Politische Karikaturen des Jahres 2013
- Gruppenausstellung, Potsdam: Karikaturenausstellung der Gemeinsamen Landesplanung Berlin-Brandenburg und Cartoonlobby e. V. „Grenzfälle-Nachbarn wie Du und ich“ 3. Juli 2014 – 12. September 2014
- Gruppenausstellung, Luckau: „Lob des Kapitalismus…ein Versuch in Bildern“. Cartoonmuseum Brandenburg 2. August 2014 – 26. Oktober 2014
- Gruppenausstellung, Berlin u. a.: 28. Januar 2015 – 22. November 2015: Wanderausstellung „Rückblende“ – Politische Karikaturen des Jahres 2014
- Gruppenausstellung, Berlin u. a.: 27. Januar 2016 – 4. November 2016: Wanderausstellung „Rückblende“ – Politische Karikaturen des Jahres 2015
- Gruppenausstellung, Celle u. a.: ab 11. April 2016: „Oh, eine Dummel!“-Rechtsextremismus und Menschenfeindlichkeit in Karikatur und Satire[3]
- Gruppenausstellung, Berlin u. a.: 24. Januar 2017 – 3. November 2017: Wanderausstellung „Rückblende“ – Politische Karikaturen des Jahres 2016
- Einzelausstellung, Sachsenheim: „Skizzophrenien“ Karikaturen von Kostas Koufogiorgos. Ausstellung im Stadtmuseum Sachsenheim, 17. Juni – 21. Oktober 2018[4][5]
- Einzelausstellung, Bad Cannstatt: „KarikaturM“ Karikaturenausstellung auf dem Cannstatter Stadtkirchenturm am 20. Juli 2019 im Rahmen des Cannstatter Kulturmenues
- Gruppenausstellung, Berlin u. a.: 28. Januar 2020 – 22. November 2020: Wanderausstellung „Rückblende“ – Politische Karikaturen des Jahres 2019[6]
- Gruppenausstellung, Berlin u. a.: 25. Januar 2021 – 26. November 2021: Wanderausstellung „Rückblende“ – Politische Karikaturen des Jahres 2020[7]
- Gruppenausstellung, Berlin u. a.: 25. Januar 2022 – 2. Dezember 2022: Wanderausstellung „Rückblende“ – Politische Karikaturen des Jahres 2021[8]
- Gruppenausstellung im Geldmuseum der Deutschen Bundesbank: Geld in Karikatur und Satire. 20. September 2022 – 4. Mai 2024[9]
- Gruppenausstellung, Berlin u. a.: 24. Januar 2023 – 15. Dezember 2023: Wanderausstellung „Rückblende“ – Politische Karikaturen des Jahres 2022[10]

### Gemälde
- Einzelausstellung, Korntal: 25. Mai 2007 – 27. August 2007: Kostas Koufogiorgos-Gemälde
- Gruppenausstellung, Athen: 18. Februar 2009 – 20. März 2009: „Die Karikaturisten malen“

## Öffentliche Veranstaltungen
- artikel5 e. V. „Die Karikatur als journalistische Waffe“ mit Kostas Koufogiorgos. Diskussionsveranstaltung im Württembergischen Kunstverein Stuttgart am 23. April 2014.[11][12]
- Staatsgalerie Stuttgart: „Was darf Satire?“ Podiumsgespräch mit Hans-Martin Kaulbach, Hendrik Ziegler und Kostas Koufogiorgos am 5. Juli 2015[13][14]
- Hochschule der Medien: „Wenn der Witz zu Waffe wird – Wie weit darf Satire gehen?“ Podiumsgespräch am 27. März 2019 an der HdM Stuttgart.[15]

## Auszeichnungen
- 2012: Auszeichnung Deutscher Preis für die politische Karikatur „Mit spitzer Feder 2012“[16]
- 2016: Auszeichnung Deutscher Preis für die politische Karikatur „Mit spitzer Feder 2015“[17]
- 2016: 3. Preis beim Wettbewerb zum Tag der Pressefreiheit 2016[18]
- 2020: 3. Preis bei der „Rückblende 2019“: Der deutsche Preis für die politische Fotografie und Karikatur[19]
- 2022: 2. Preis bei der „Rückblende 2021“: Der deutsche Preis für die politische Fotografie und Karikatur[20][21]

## Belege
1. ↑  Alle(s) gegen Stuttgart 21, auf koufogiorgos.de
2. ↑  Mit spitzer Feder: 2012 | Auszeichnung | Kostas Koufogiorgos. Abgerufen am 25. Januar 2022., auf mitspitzerfeder.de, abgerufen am 31. März 2012
3. ↑  Oh, eine Dummel! – Die Ausstellung, auf dummel-ausstellung.de
4. ↑  Skizzophrenien – Die Ausstellung., auf schaeferweltweit.de
5. ↑  Bissiger Blick auf Politik und Gesellschaft (Memento vom 8. August 2019 im Internet Archive), Vaihinger Kreiszeitung vom 16. Juni 2018
6. ↑  Rückblende 2019 | „Karikaturenpreis der deutschen Zeitungen“ für Rolf Henn (LUFF), auf bdzv.de
7. ↑  https://rueckblende.rlp.de/ausstellungen//
8. ↑  https://rueckblende.rlp.de/ausstellungen//
9. ↑  Geld in Karikatur und Satire. Eine Sonderausstellung im Geldmuseum. Deutsche Bundesbank, abgerufen am 10. Oktober 2023.
10. ↑  https://rueckblende.rlp.de/ausstellungen//
11. ↑  Impressionen – Kostas Koufogiorgos, auf schaeferweltweit.de
12. ↑  Die Karikatur als journalistische Waffe - Kostas Koufogiorgos, auf youtube.com
13. ↑  Was darf Satire?, auf blog.arthistoricum.net
14. ↑  Podiumsgespräch „Was darf Satire?“, auf schaeferweltweit.de
15. ↑  Spannende Podiumsdiskussion über die Grenzen von Satire, auf hdm-stuttgart.de/
16. ↑  Preisträger 2012, auf mitspitzerfeder.de
17. ↑  Preisträger 2015, auf mitspitzerfeder.de
18. ↑  BJV-Pressemitteilung: BR-Redakteur Rüdiger Baumann gewinnt BJV-Preis zum Tag der Pressefreiheit 2016, auf bjv.de
19. ↑  https://rueckblende.rlp.de/preistraeger/
20. ↑  Preisträger 2021, auf rueckblende.rlp.de
21. ↑  BDZV: "Karikaturenpreis der deutschen Zeitungen" 2021 - 2. Platz für Kostas Koufogiorgos - Laudatio auf YouTube, 24. Januar 2022, abgerufen am 25. Februar 2024 (Laufzeit: 0:59 min).

| Personendaten    | Personendaten                                |
| ---------------- | -------------------------------------------- |
| NAME             | Koufogiorgos, Kostas                         |
| ALTERNATIVNAMEN  | Koufogiorgos, Konstantinos (wirklicher Name) |
| KURZBESCHREIBUNG | griechisch-deutscher Karikaturist und Maler  |
| GEBURTSDATUM     | 14. Februar 1972                             |
| GEBURTSORT       | Arta                                         |